# Lorraine Downes
Lorraine Elizabeth Downes (Auckland, 12 giugno 1964) è una modella neozelandese, Miss Universo 1983.

## Biografia
Miss Nuova Zelanda nel 1983, fu designata rappresentante del suo Paese all'edizione di quell'anno di Miss Universo, che si tenne a Saint Louis (Stati Uniti).
Fu la prima neozelandese a vincere tale premio.
Nel 1986 sposò il rugbista internazionale Murray Mexted, con cui ebbe due figli; il matrimonio durò fino al 2001.
In seguito si è sposata con il giocatore di cricket Martin Crowe.
Nel 2006 vinse l'edizione neozelandese di Dancing With the Stars.